# Guerra de Ōnin

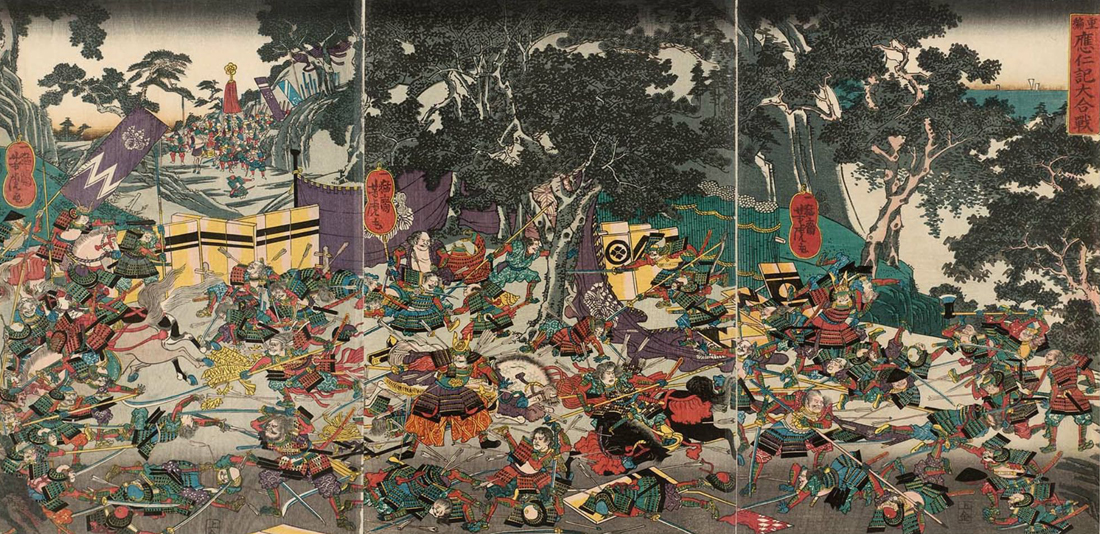
Batalla campal de la guerra de Ōnin, xilografía de Utagawa Yoshitora

La guerra de Ōnin o rebelión de Ōnin (応仁の乱 Ōnin no Ran?) (1467-1477) fue una contienda civil ocurrida en el centro de Japón que destruyó los remanentes de la autoridad gubernamental e indujo a un siglo de conflictos armados. Este conflicto se desencadenó por la disputa entre Hosokawa Katsumoto y Yamana Sōzen, que devino en una guerra nacional que involucró al shogunato Ashikaga y a los más poderosos daimyos del período Muromachi.
Esta guerra desembocó en lo que conocemos como Sengoku jidai, "la era de los estados combatientes". Esta época fue larga, salpicada de luchas por la dominación bajo un solo daimyo, provocando un conflicto masivo entre varios clanes para tomar la totalidad de Japón. 
Fue durante este período, difícil e inestable, que surgieron las personalidades que serían consideradas, más tarde, los tres más grandes daimyos del período Sengoku, y, que, finalmente reunificarían al archipiélago nipón; fueron Oda Nobunaga, Toyotomi Hideyoshi, y Tokugawa Ieyasu.

## Causa
El conflicto de Ōnin empezó como una controversia sobre quien debía ser investido con el título de shogun, luego del retiro del, hasta ese entonces, shogun Ashikaga Yoshimasa. En 1464, Yoshimasa no tenía herederos. Él persuadió a su hermano menor, Ashikaga Yoshimi, a abandonar la vida de monje, y así fue como Yoshimi fue nombrado heredero de su hermano. En 1465, el insospechado nacimiento de un hijo de Yoshimasa puso los planes previos en duda. El pequeño, Yoshihisa, causó fricción entre los dos hermanos. Yamana tomó esto como una oportunidad para oponerse a Hosokawa, además de apoyar al niño como heredero al shogunato. Hosokawa, que siempre había trabajado cercanamente con Yoshimi, apoyó a este como sucesor de Ashikaga Yoshimasa. La guerra estalló en la ciudad de Heian-kyō. Esto fue considerado por el shogun Ashikaga como un acto de rebelión, y así fue que los Ashikaga y sus simpatizantes fueron forzados a combatir este levantamiento. Los Ashikaga intentaron prevenir el rebrote de guerra sobre el siguiente heredero, pero la situación escaló en una guerra que designaría al líder de la facción victoriosa como el próximo shogun. Para 1467, la incertidumbre había causado división entre los clanes guerreros; y la disputa sucesoria sirvió de pretexto a lo que sería una lucha sin cuartel por la supremacía militar. Al final no hubo un claro vencedor. El complejo entramado de facciones hizo que simplemente pelearan entre ellos mismos hasta el agotamiento.